# 12261 Ledouanier
12261 Ledouanier eller 1989 TY4 är en asteroid i huvudbältet som upptäcktes den 7 oktober 1989 av den belgiske astronomen Eric W. Elst vid La Silla-observatoriet. Den är uppkallad efter den franske målaren Henri Rousseau.
Asteroiden har en diameter på ungefär 2 kilometer.